# Jean-Louis Brial
 (décembre 2023).
Si vous disposez d'ouvrages ou d'articles de référence ou si vous connaissez des sites web de qualité traitant du thème abordé ici, merci de compléter l'article en donnant les références utiles à sa vérifiabilité et en les liant à la section « Notes et références ».
Pas d'image ? Cliquez ici

a Compétitions nationales et continentales officielles uniquement.

b Matchs officiels uniquement.
Jean-Louis Brial, né le 28 décembre 1948 à Perpignan, est un joueur de rugby à XIII dans les années 1970 et 1980 évoluant au poste de talonneur.
Natif de l'Aude, il joue pour RC Roanne et le XIII Catalan. Avec ce dernier, il remporte le Championnat de France en 1979 ainsi que la Coupe de France en 1980.
Ses bonnes prestations en club l'amènent à être sélectionné en équipe de France et compte une seule et unique sélection le 29 mai 1977 contre la Papouasie-Nouvelle-Guinée. Il prend part également à la Coupe du monde 1977 mais n'y dispute aucun match.

## Palmarès
- Collectif : 
  - Vainqueur du Championnat de France : 1979 (XIII Catalan).
  - Vainqueur de la Coupe de France : 1980 (Carcassonne).
  - Finaliste du Championnat de France : 1981 (XIII Catalan).
  - Finaliste de la Coupe de France : 1981 (XIII Catalan).

### Détails en sélection
| 1. | 29 mai 1977 | Papouasie-Nouvelle-Guinée | 6-37 | Test-match | Talonneur | - | - | - | - |